# 에스토니아 사도 정교회

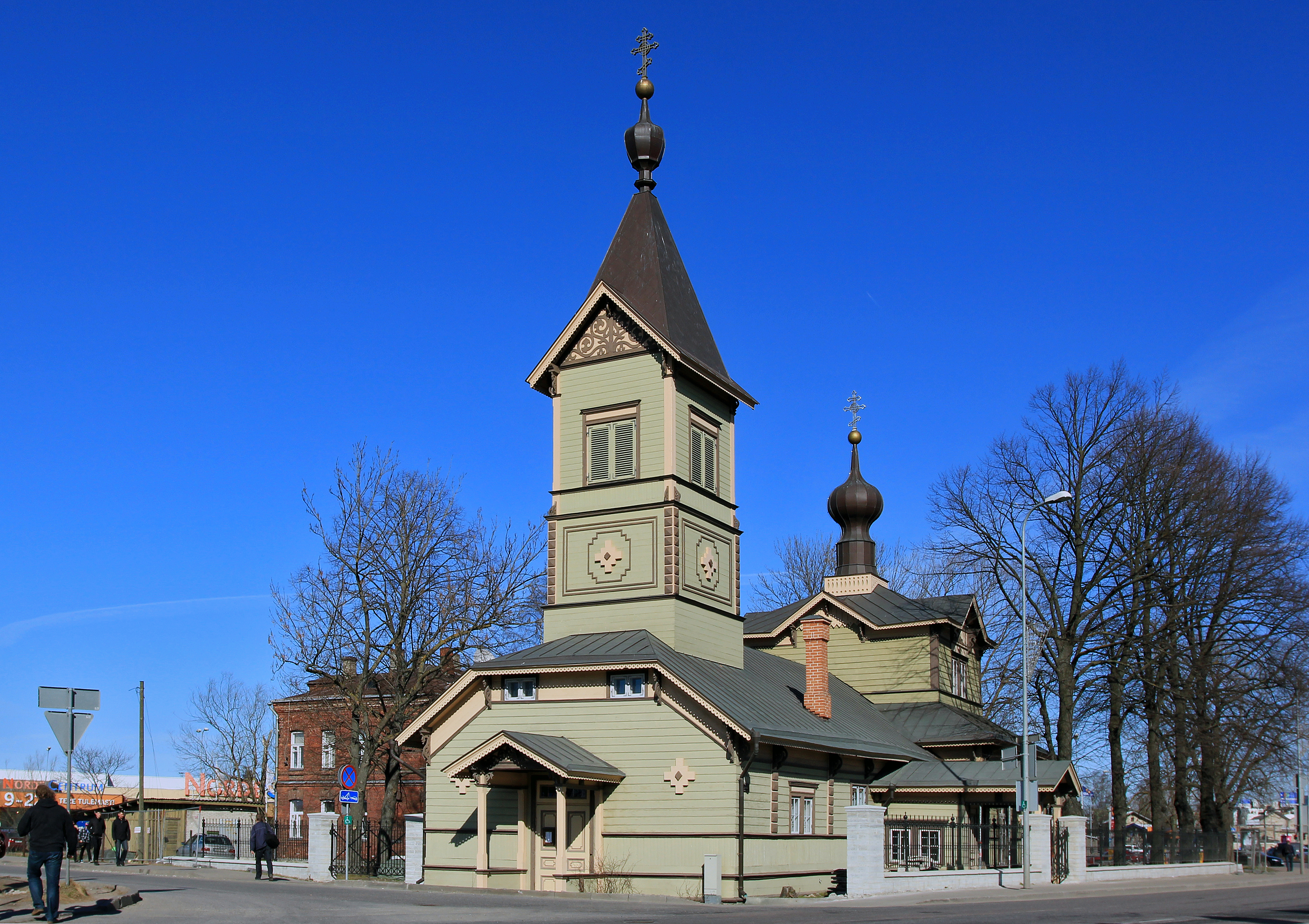

에스토니아 사도 정교회(에스토니아어: Eesti Apostlik-Õigeusu Kirik)는 콘스탄티노폴리스 세계총대주교청으로부터 자치권을 부여받은 자치 교회이다. 에스토니아 법에 따라 제2차 세계대전 이전 에스토니아 정교회의 합법적인 계승자로 인정받고 있다.

## 역사
10세기부터 12세기 동안 노브고로드와 프스코프의 정교회 선교사들이 프스코프에서 가까운 동남부 지역에 거주하는 에스토니아인들을 대상으로 활동하였다. 그러나 13세기에 들어서면서 에스토니아는 북방 십자군에 의해 정복되어 서방 교회의 영향 아래 놓이게 되었다. 17~18세기에는 모스크바 총대주교 니콘이 도입한 전례 개혁을 거부한 많은 옛 전례주의자들이 러시아를 떠나 에스토니아에 왔다는 것 외에는 교회 역사가 거의 알려져 있지 않다.
18~19세기에 에스토니아는 러시아 제국의 일부였다. 1850년대에는 정교회로 개종하는 모든 사람에게 러시아의 토지를 제공한다는 소문이 돌아 약 65,000명의 에스토니아 농민들이 땅을 얻기 위해 정교회 신앙으로 개종하고 수많은 정교회 성당이 세워졌다. 나중에 이 소문이 사실이 아니라는 것이 알게 되자 정교회로 개종한 농민들 가운데 많은 이가 다시 루터교로 돌아갔다.
19세기 말엽 러시아 정교회의 지원 아래 러시아화가 유행하였다. 탈린의 성 알렉산드르 넵스키 대성당과 에스토니아 동부 쿠레매에에 있는 퓌흐티차 수도원도 이 시기에 세워졌다.
1918년 에스토니아 공화국이 선포된 후, 러시아 정교회 총대주교 티콘이 그동안 결정을 미뤄왔던 에스토니아 정교회(EAOC)의 자치를 1920년에 승인하였다. 그리하여 탈린과 전 에스토니아의 수도 대주교 알렉산데르 파울루스가 에스토니아 정교회의 수장으로 선출되어 관구 대주교로 서임되었다.
이에 앞서 러시아 제국이 무너진 후 들어선 소련이 종교 철폐와 국가 무신론으로의 대체를 주창한 마르크스 레닌주의 사상을 도입했다. 이에 대한 대응으로 모스크바 총대주교 티콘은 1918년 소련 지도부를 파문했고, 이후 러시아 정교회는 혹독한 박해를 받게 되었다. 1922년 4월 티콘 총대주교가 체포되어 투옥되었으며, 에스토니아 성직자들은 모스크바 총대주교청과의 연락이 끊어졌다. 1922년 9월 에스토니아 사도 정교회 회의는 콘스탄티노폴리스 총대주교 멜레티오스 4세에게 에스토니아 정교회의 관할권을 러시아 정교회에서 콘스탄티노폴리스 총대주교청으로 이관할 것과 에스토니아 정교회의 교회법적 위치를 분명히 해줄 것 등을 탄원하였다. 1923년 콘스탄티노폴리스 총대주교청은 에스토니아 사도 정교회를 콘스탄티노폴리스의 재치권 아래 두고 자치 교회의 지위를 부여하되, 완전한 자치권은 행사하지 못한다는 포고령을 내렸다.
1941년 이전까지 에스토니아 인구의 5분의 1은 콘스탄티노폴리스 총대주교청의 재치권을 따르는 정교회 신자들이었다(나머지는 나라가 튜턴 기사단의 지배를 받고 있었기에 16세기 초 종교개혁 이후 루터교 신자가 되었다.). 당시 에스토니아 정교회에는 158개의 본당과 183명의 성직자가 있었다. 또한 타르투 대학교 신학부에는 정교회 의장이 있었다.

### 제2차 세계대전
1940년 에스토니아가 소련에게 점령당하면서, 소련 정부는 에스토니아 정교회의 독립을 무산시키기 위한 계획에 착수했다. 그러나 1942년부터 1944년까지 콘스탄티노폴리스 아래 자치권이 일시적으로 복권했다. 1945년 모스크바 총대주교청은 에스토니아에 남아있던 OCE 총회 일원들을 해산시키고 새로운 조직인 교구회의를 설립했다. 이에 따라 소련에 점령된 에스토니아 정교회는 러시아 정교회에 속한 교구가 되었다.
그렇지만 1944년 소련의 2차 점령과 에스토니아 시노드 해산이 있기에 앞서, 교회의 수장이었던 알렉산데르 수도 대주교가 21명의 사제 및 8천 명의 신자와 함께 망명길에 올랐다. 스웨덴에 망명한 에스토니아 정교회는 1991년 에스토니아의 독립이 회복될 때까지 교회법적 위치를 보장받고 활동을 이어나갔다. 알렉산데르 수도 대주교는 1953년 안식하기 전에 자신의 공동체를 콘스탄티노폴리스 산하 관리구로 세웠다. 그 밖의 다른 주교들과 성직자들은 대부분 시베리아로 추방되었다. 1958년 망명 교회는 스웨덴에서 새 시노드를 세우고 다시 교회 조직을 설립하였다.

### 공백기
1978년 모스크바 총대주교청의 독촉으로 콘스탄티노폴리스 총대주교청은 1923년 에스토니아 정교회의 권리를 명시한 헌장이 무효라고 선언했다. 에스토니아 정교회 공동체 내부에 모스크바의 재치권을 다시 따라야 한다고 주장하는 측과 모스크바는 더 이상 에스토니아에 대한 재치권을 행사할 수 없다는 측 사이에 분열이 일어나 소련이 해체하기 전까지 에스토니아 정교회는 공백기를 가지게 되었다. 소련 점령기간 동안 많은 러시아인이 에스토니아로 이주했는데, 이 때문에 종종 두 민족 간에 분쟁이 일어나기도 했다. 콘스탄티노폴리스와 모스크바 두 총대주교청 간에는 오랜 협상이 있었지만 합의를 도출해내지 못했다.

### 재도약
1993년 망명 에스토니아 정교회 시노드는 에스토니아 자치 정교회의 합법적 계승자로써 재등록되었으며, 1996년 2월 20일 콘스탄티노폴리스 총대주교 바르톨로메오스 1세는 공식적으로 1923년 당시 OCE에 부여했던 자치권의 회복과 더불어 에스토니아 정교회가 콘스탄티노폴리스 총대주교청에 예속된다고 선언했다. 이에 에스토니아에서 태어났으며, 에스토니아를 러시아 정교회 관할로 여긴 모스크바 총대주교 알렉세이 2세가 즉각 반발하고 나섰다. 모스크바 총대주교는 일시적으로 콘스탄티노폴리스 총대주교의 이름을 딥티크에서 지워 버렸다.
이 같은 어려운 상황 속에서 에스토니아 사도 정교회는 핀란드 정교회, 특히 카렐리야와 전 핀란드의 관구 대주교 요한 린네와 보좌 주교 암브로시오스로부터 많은 도움과 지원을 받았다. 콘스탄티노폴리스 총대주교청은 핀란드 정교회가 에스토니아에 새로 복원된 정교회가 재건될 수 있도록 원조하라는 결정을 내렸다. 요한 관구 대주교는 임시로 에스토니아 사도 정교회의 수도 대주교 대행(1996-1999)으로 활동하였다.
콘스탄티노폴리스와 모스크바 사이에 에스토니아 정교회 신자들이 자신들이 어느 교회에 소속될 것인지 선택할 수 있도록 하는데 합의가 이루어졌다. 신자들의 대부분(주로 러시아계)이 모스크바를 따르기로 하면서, 에스토니아 전체 인구의 30퍼센트로 추산되는 정교회 공동체가 분할되어 오늘날에 이르고 있다. 2003년 11월에 발표된 미국 국무부 보고서에 따르면, 에스토니아 사도 정교회에는 본당 60개와 신자 2만 명이 있으며, 모스크바를 따르는 쪽은 본당 30개와 신자 15만 명의 신자가 있다고 한다.

## 같이 보기
- 콘스탄티노폴리스 세계총대주교청